# Permis de tuer
Cet article possède des paronymes, voir Licensed to Kill et Plus permis de tuer.
Série
Tuer n'est pas jouer
(1987) GoldenEye
(1995)
Pour plus de détails, voir Fiche technique et Distribution.
Permis de tuer (Licence to Kill) est un film d'espionnage britannique réalisé par John Glen et sorti en 1989. Il est le 16e opus de la série des films de James Bond produite par EON Productions. Timothy Dalton y incarne James Bond pour la seconde et dernière fois.

## Synopsis
En Floride, James Bond s'apprête à assister au mariage de son ami Felix Leiter, ancien agent de la CIA désormais membre de la DEA, avec la belle Della. Juste avant le début de la cérémonie, des collègues apprennent à Leiter que Franz Sanchez, un baron de la drogue, est entré en Floride. Leiter se lance alors à sa poursuite en compagnie de Bond. Ce dernier rencontre au passage Lupe Lamora, la petite amie de Sanchez que celui-ci venait chercher. Tous deux parviennent à le capturer en accrochant son avion à leur hélicoptère et descendent juste à temps pour la cérémonie.
Pendant que la fête bat son plein chez Felix, Sanchez réussit à s'évader grâce à la complicité de Killifer, un policier dont il a acheté les services pour deux millions de dollars américains. Le soir même, alors que Bond a rejoint l'aéroport, les hommes de Sanchez assassinent Della et enlèvent Felix. Ce dernier est livré à Sanchez et son clan qui lui annoncent avoir violé sa femme et le torturent en le donnant à un requin qui lui arrache sa jambe.
Apprenant juste avant de s'envoler l'évasion de Sanchez, Bond se précipite chez Felix où il découvre le corps de Della dans sa chambre sur le lit et son ami très grièvement blessé. Bond comprend que le gouvernement américain ne tentera rien contre Sanchez à l'extérieur du territoire. Il décide de venger son ami, non sans l'aide de Sharkey, l'autre ami de Leiter. Il s'introduit dans les installations Milton Krest, pseudo-océanographe que Sharkey et lui soupçonnent d'être le complice principal de Sanchez. L'espion s'en convainc en y découvrant d'importants stocks de cocaïne. C'est aussi là qu'il découvre Killifer en possession de l'argent de sa trahison. Il l’exécute en le jetant aux mêmes requins qui ont à moitié dévoré Leiter.
Le lendemain, Bond est convoqué par M dans l'ancienne maison d'Ernest Hemingway sur Key West. Face au refus de Bond de renoncer à sa vengeance, M lui retire son permis de tuer. 007 prend la fuite et embarque avec Sharkey pour rejoindre le navire de Krest en route. L'agent britannique monte à bord du bâtiment, où il retrouve et menace Lupe, la petite amie de Sanchez. Sharkey est découvert puis assassiné. 007 venge son allié en éliminant un des plongeurs mais doit ensuite plonger dans les profondeurs car Krest et son équipe le recherchent. Repéré puis submergé peu après par les plongeurs du Wavekrest, Bond réussit à s'enfuir en tirant un harpon sur l'hydravion qui était en train de partir. Contraint de faire du ski nautique, il bondit, s'empare de l'avion des trafiquants qui viennent livrer une cargaison de cocaïne à Krest et récupérer cinq millions de dollars en paiement. L'espion se débarrasse des pilotes et conserve l'argent.
Pour retrouver la piste de Sanchez, Bond se procure les dossiers informatisés de Leiter. Il y apprend que Pam Bouvier, une indic de la CIA, avait rendez-vous avec Félix dans un bar des Bahamas, le Barrelhead au sujet de l'affaire Sanchez. Bond s'y rend ; là, Dario, l'homme de main de Sanchez, intervient et essaie de tuer Bouvier. S'ensuit une bagarre générale dans laquelle Bond et Bouvier s'enfuient puis s'associent avant de rejoindre Isthmus City, la patrie de Sanchez. Pendant ce temps, à Londres, M dépêche un agent pour capturer Bond, tandis que Moneypenny, inquiète à propos de 007, envoie Q au soutien de James à Isthmus.
Bond et Bouvier arrivent à Isthmus City où Sanchez réside et possède entre autres la principale banque et le casino. Bond se fait passer pour un ex-agent britannique et offre ses services de prétendu tueur à gages à Sanchez, en réalité afin de l’approcher pour le tuer. Ce dernier décline l'offre de service. A leur hôtel, les retrouvailles entre 007 et Q ont lieu où Pam fait la connaissance du Quartier- Maître et Bond prend en compte les gadgets ramenés pour l'occasion. Ainsi, n'ayant pas réussi son approche, Bond s'installe avec le fusil de précision fourni par Q sur le toit de l'immeuble voisin afin d'abattre Sanchez dans son bureau. Celui-ci y reçoit des truands asiatiques, associés potentiels, qui demandent à visiter son usine de drogue. Dans son viseur, Bond découvre aussi dans le bureau voisin sa partenaire Pam Bouvier en discussion avec Heller, le responsable de la sécurité de Sanchez : Il en conclut qu'elle l'a trahi. Alors qu'il est sur le point d'éliminer Sanchez, des agents anti-narcotiques hongkongais interrompent l'opération menée par Bond et, après un bref combat, le capturent. Ces derniers, infiltrés parmi les asiatiques en affaire avec Sanchez, cherchent à découvrir l'usine de drogue de ce dernier. Alors que Bond est interrogé par les hongkongais, Sanchez et ses hommes interviennent : Ils abattent les hongkongais et libèrent Bond.
Persuadé que Bond lui a sauvé la vie, Sanchez l'engage. De retour à son hôtel, Bond tente de régler ses comptes avec Pam Bouvier, qu'il soupçonne de s'être vendue à Sanchez. Mais cette dernière lui révèle que c'est elle qui essayait d'acheter Heller : Sanchez s'étant procuré quatre redoutables missiles Stinger, elle voulait qu'Heller l'aide à les récupérer. Bond accepte de la croire. Ils montent à bord du navire de Krest qui est à l'approche du port d'Isthmus. Ils y dissimulent les cinq millions de dollars précédemment dérobés par Bond, afin de compromettre Krest. Celui-ci reçoit d'ailleurs la visite de Sanchez, mis sur sa piste par Bond. Il découvre l'argent, à la suite de quoi il exécute Krest, traître à ses yeux, en l'enfermant dans le caisson hyperbare du bord. De retour à la villa de Sanchez, 007 passe la nuit avec Lupe.
Le lendemain, Lupe informe Pam et Q de ses craintes pour Bond, que Sanchez a invité à se joindre à lui pour la visite de son usine. En effet, ce dernier a convié ses nouveaux partenaires dans ses installations où vingt tonnes de cocaïne sont déjà dissimulées à bord de quatre camions-citernes, prêts à être livrés aux nouveaux associés. Pendant la visite de l'usine, Bond est reconnu par Dario, après l'incident du bar. Démasqué, l'espion déclenche l'incendie de l'usine en brûlant les installations et tente de s'enfuir en vain... Sanchez, désormais conscient de la duplicité de Bond, est contraint de fuir avec les quatre camions de drogue sauvés in extremis de l'incendie tout en devenant paranoïaque vis à vis de ses hommes de main. Bond quant à lui est sauvé par Pam et tue Dario en l'envoyant dans un concasseur. Heller lui est empalé sur un chariot élévateur alors qu'il tentait de prendre la fuite avec les missiles Stingers.
S'engage alors une course-poursuite. Sanchez, furieux contre Bond, en vient à utiliser les missiles Stinger pour l'abattre, ce qui conduit à la destruction de l'un des précieux camions. Deux autres sont par la suite détruits par l'Anglais. A l'arrière du dernier camion, débute le combat final où Bond et Sanchez se battent à mort mais le véhicule se renverse dans un flanc de colline. Les deux adversaires sont alors à terre et en sang. Le trafiquant se relève le premier avec une machette et a James à sa merci. Mais ce dernier, au moyen du briquet offert par Felix et Della, enflamme Sanchez, précédemment aspergé d'essence. Sanchez périt dans les flammes tout en déclenchant l'incendie du dernier camion.
Sanchez mort, Félix sorti de l'hôpital, Bond s’apprête à rejoindre le MI6, non sans s'être offert une dernière soirée à Isthmus au cours de laquelle il renonce à Lupe et rejoint Pam.

## Fiche technique
- Titre francophone : Permis de tuer
- Titre original : Licence to Kill
- Réalisation : John Glen
- Scénario : Michael G. Wilson et Richard Maibaum, d'après la nouvelle Le Spécimen rare de Hildebrand de Ian Fleming
- Musique : Michael Kamen, chanson-titre interprétée par Gladys Knight
- Photographie : Alec Mills
- Décors : Peter Lamont
- Costumes : Jodie Lynn Tillen
- Montage : John Grover
- Coordination des cascades : Rémy Julienne
- Production : Albert R. Broccoli et Michael G. Wilson
  - Producteurs associés : Tom Pevsner (en) et Barbara Broccoli
- Sociétés de production : Danjaq, EON Productions et United Artists
- Distribution : United International Pictures (Royaume-Uni, France), MGM/UA Entertainment Company (États-Unis)
- Budget : 32 millions de dollars[1]
- Pays de production :  Royaume-Uni,  États-Unis
- Langues originales : anglais et espagnol
- Format : couleur (Technicolor) - 2,35:1 - 35 mm ; son Dolby
- Genre : espionnage, action
- Durée : 133 minutes
- Dates de sortie[2] :
  - Royaume-Uni : 13 juin 1989 (première mondiale à Londres), 4 août 1989 (sortie nationale)
  - États-Unis : 10 juillet 1989 (première à Hollywood), 14 juillet 1989 (sortie nationale)
  - France : 16 août 1989
- Classification[3] :
  - États-Unis : PG-13
  - France : tous publics
  - Royaume-Uni : interdit aux moins de 15 ans

## Distribution
Sources et légendes : Version française (VF) sur AlloDoublage
- Timothy Dalton (VF : Guy Chapellier) : James Bond
- Carey Lowell (VF : Dominique Chauby) : Pamela « Pam » Bouvier
- Robert Davi (VF : Gérard Hernandez) : Franz Sanchez
- Talisa Soto (VF : Marie-Christine Darah) : Lupe Lamora
- Anthony Zerbe (VF : Jean Violette) : Milton Krest
- Frank McRae (VF : Régis Ivanov) : Sharkey[5]
- Everett McGill (VF : Bernard Tixier) : Ed Killifer
- Wayne Newton (VF : Georges Berthomieu) : Pr Joe Butcher
- Benicio del Toro (VF : Julien Kramer) : Dario
- Anthony Starke (VF : Éric Legrand) : William Truman-Lodge
- Pedro Armendáriz Jr. (VF : Hervé Jolly) : Président Hector Lopez
- Desmond Llewelyn (VF : Louis Arbessier) : Q
- David Hedison (VF : Daniel Russo) : Felix Leiter
- Priscilla Barnes (VF : Sylvie Moreau) : Della Churchill Leiter
- Don Stroud (VF : Max André) : Colonel Heller
- Cary-Hiroyuki Tagawa (VF : José Luccioni) : M. Kwang
- Robert Brown (VF : Philippe Dumat) : M
- Caroline Bliss : Miss Moneypenny
- Grand L. Bush (VF : Mostéfa Stiti) : Hawkins, agent de la DEA
- Rafer Johnson : Mullens[6], agent de la DEA (pré-générique)
- Christopher Neame : Nick Fallon, un agent du MI6
- Claudio Brook (VF : Serge Blumenthal) : Señor Montelongo[7]
- Jorge Russek : Pit Boss
- Humberto Elizondo : le directeur adjoint de l'hôtel
- Branscombe Richmond : un homme dans le bar (non crédité)
- Michael G. Wilson : la voix d'un agent de la DEA (pré-générique / caméo non crédité)

## Lieux de l'action
- États-Unis
  - Key West,  Floride
- Bahamas
  - Îles Bimini
- Angleterre, Londres (QG du MI-6)

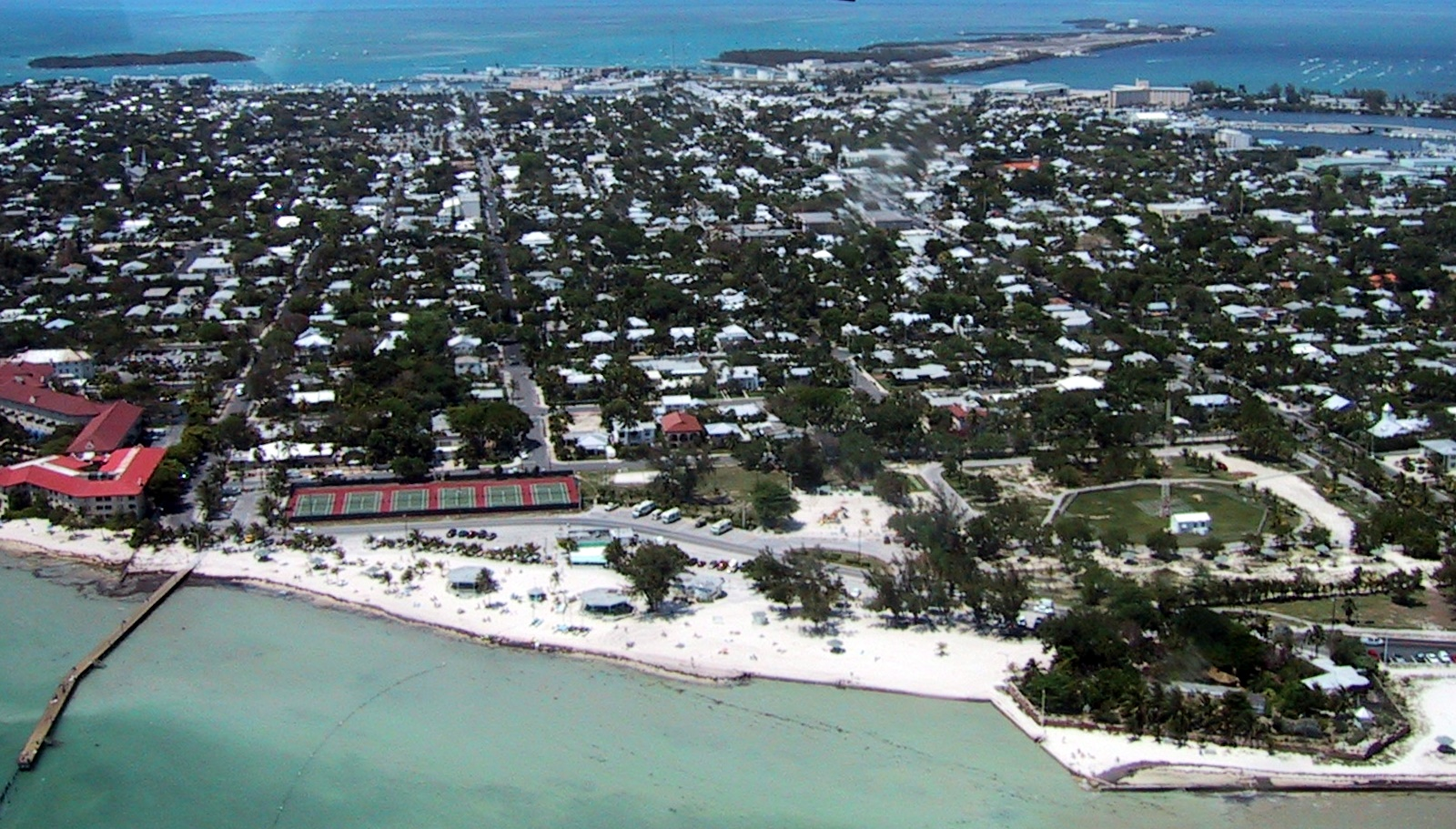
La scène de pré-générique se déroule à Key West en Floride.

- République d'Isthmus, Isthmus City (pays et ville fictives)
- Mexique
  - Centro Ceremonial Otomi (es)

## Production

### Genèse et développement
Rapidement après Tuer n'est pas jouer, le producteur Albert R. Broccoli et les scénaristes Michael G. Wilson et Richard Maibaum discutent du film suivant. Ils veulent alors adopter un style plus sombre et situer l'histoire dans un lieu inédit dans la saga. Le gouvernement chinois avait alors invité la production dans son pays. Mais après la sortie du film Le Dernier Empereur (1987) de Bernardo Bertolucci, tourner en Chine n'était plus très original. Les scénaristes avaient déjà envisagé une poursuite sur la Grande Muraille et un combat dans le mausolée de l'empereur Qin. De plus, le Triangle d'or était au cœur de l'intrigue. La décision est alors prise de situer l'histoire dans un pays tropical, pendant que Broccoli négocie pour tourner au Mexique, notamment dans les Studios Churubusco. En raison du Films Act de 1985, les artistes étrangers sont désormais surtaxés au Royaume-Uni. C'est donc le premier film de la saga à ne pas être tourné au Royaume-Uni. Seule la post-production et le réenregistrement du son sont réalisés aux Pinewood Studios.
L'histoire est inspirée d'une partie du roman Vivre et laisser mourir dans lequel Felix Leiter se fait piéger dans un entrepôt et manque de mourir dévoré par des requins ; James Bond le venge quelques jours plus tard avant d'aller affronter Mister Big alias le Baron Samedi sur l'île de Surprise. Le personnage de Milton Krest, violent envers les femmes, est originellement tiré de la nouvelle Le Spécimen rare de Hildebrand, extraite du recueil Bons baisers de Paris (For Your Eyes Only en version originale). Michael G. Wilson et Richard Maibaum se chargent de la première mouture du scénario. En raison d'une grève de la Writers Guild of America en 1988, Maibaum ne peut finalement plus y participer.
Le scénario original est alors titré Licence Revoked (qui pourrait être traduit par Permis annulé) et écrit spécifiquement pour le Bond de Timothy Dalton.

### Attribution des rôles

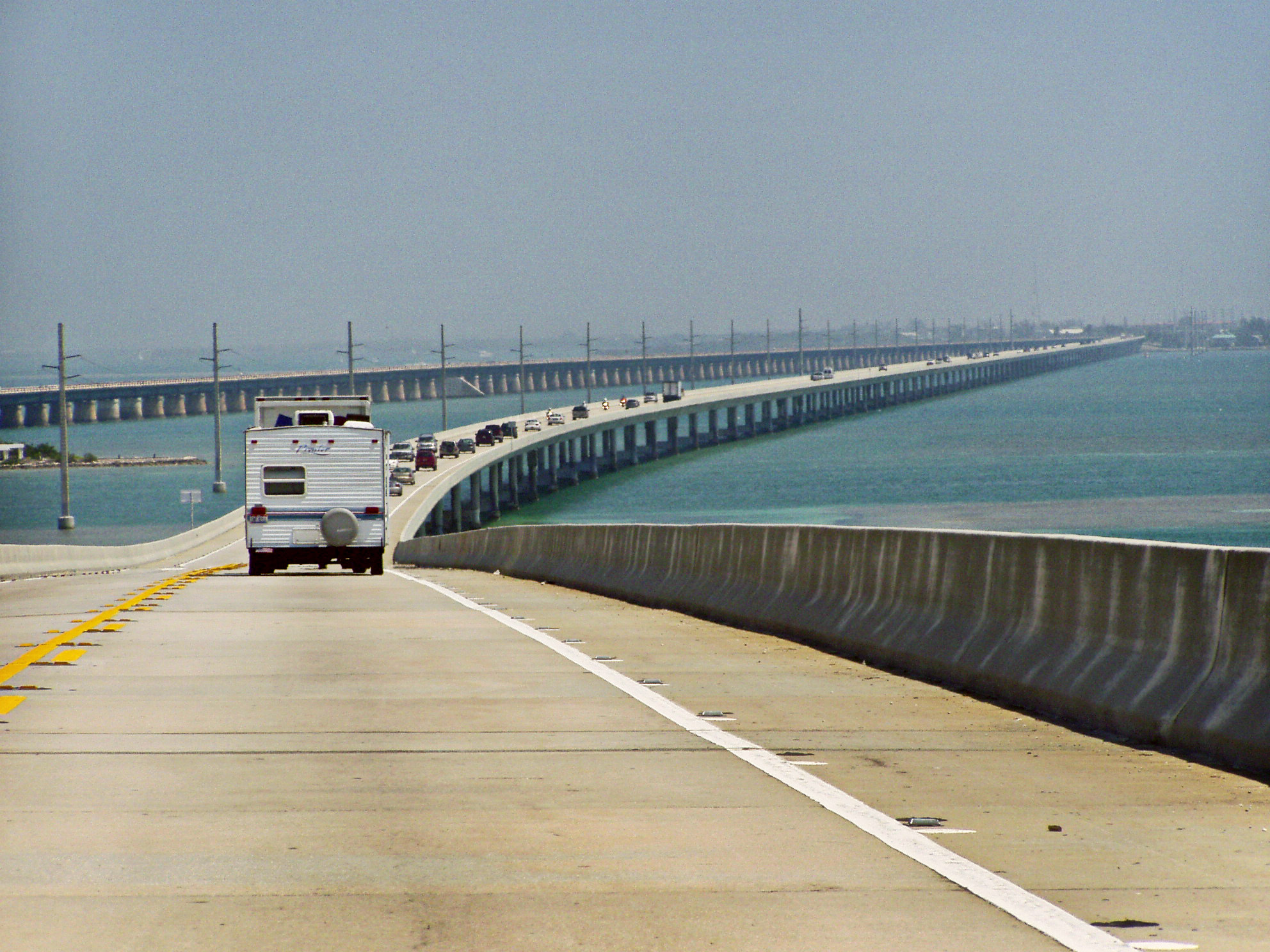
Seven Mile Bridge qui sert de décors au film.

Le personnage de Felix Leiter a été joué par sept acteurs différents dans les films d'EON Productions. Mais David Hedison est le seul (avec Jeffrey Wright) à l'avoir joué dans deux films : Vivre et laisser mourir (1973) et Permis de tuer. Sa mutilation par un requin, point de départ du scénario de Permis de tuer, figurait à l'origine dans le roman Requins et services secrets de Ian Fleming duquel a été adapté le film Vivre et laisser mourir.

### Tournage
Le tournage débute le 19 juillet et finit le 18 novembre 1988. Il débute au Mexique qui sert de décors à la république fictive d'Isthmus, notamment à Mexico et à Acapulco (Villa Arabesque). Les scènes sous-marines se sont déroulées à Isla Mujeres à côté de Cancún, au large de la péninsule du Yucatán.
Le 1er août 1988, l'équipe se rend dans les Keys en Floride, notamment à Key West. Le Seven Mile Bridge est utilisé pour la scène du camion blindé transportant Sanchez. La maison d'Ernest Hemingway ou encore l'aéroport international de Key West font partie des nombreux lieux utilisés dans l'archipel.
La séquence de la course-poursuite sur la Rumorosa a été tournée en sept semaines et supervisée par Remy Julienne et son équipe de cascadeurs. La Rumorosa est une autoroute située en plein désert à 80 km de Mexicali. Pour les besoins du film la société de camions Kenworth a fabriqué 8 camions citernes sur mesure[réf. nécessaire].
Lieux de tournage
- États-Unis
  - Keys,  Floride
    - Key West
    - Maison d'Ernest Hemingway
    - Sugarloaf Key
    - Seven Mile Bridge
- Mexique
  - Mexico
  - Studios Churubusco
  - Isla Mujeres
  - Acapulco, Villa Arabesque (Villa de Sanchez)
  - Centre Culturel Otomi (Centre de méditation et usine de Sanchez)
  - La Rumorosa (Course-poursuite des camions-citernes)

## Bande originale
Bandes originales James Bond
Tuer n'est pas jouer
(1987) GoldenEye
(1995)
Michael Kamen compose pour la première fois la bande originale d'un film de James Bond, en raison de l'indisponibilité du compositeur habituel de la saga, John Barry, qui subit au même moment une opération à la gorge.
La chanson du générique d'entrée Licence To Kill est interprétée par Gladys Knight. À l'origine, Eric Clapton et Vic Flick devaient la chanter. Elle est composée par Narada Michael Walden, Jeffrey Cohen et Walter Afanasieff. La chanson contient un échantillon de cuivres tirés de Goldfinger. Le clip est réalisé par Daniel Kleinman (en), qui composera plusieurs génériques dont celui de GoldenEye (1995).
La chanson du générique de fin If You Asked Me To interprétée par Patti LaBelle. La chanson deviendra un tube grâce à la reprise de Céline Dion.
Listes des titres  - Original Soundtrack Album
1. Licence to Kill – Gladys Knight
2. Wedding Party – Ivory
3. Dirty Love – Tim Feehan
4. Pam
5. If You Asked Me To – Patti LaBelle
6. James & Felix on Their Way to Church
7. His Funny Valentine
8. Sanchez Is in the Bahamas/Shark Fishing
9. Ninja
10. Licence Revoked

Liste des titres - LaLaLand Records 35th Anniversary Expanded Edition
1. Gunbarrel / Cray Cay Landing
2. His Funny Valentine (Film Version)
3. Sanchez Is In The Bahamas / Shark Fishing (Extended Version)
4. Bond Hooks Sanchez
5. James & Felix On Their Way To Church (Film Version)
6. Licence To Kill (Performed by Gladys Knight)
7. Sanchez Escapes
8. Della’s Goodbye
9. Torturing Felix
10. He Disagreed With Something That Ate Him
11. Let’s Go Shark Hunting
12. Ocean Exotica Break-In
13. You Earned It
14. Hemingway House
15. Licence Revoked (Film Version)
16. Bond Aboard / Sharkey Dead
17. Seaplane Escape
18. Pam (Film Version)
19. Enter Ms. Kennedy / Enter Lupe / Sanchez’s Office
20. Uncle Q / Let’s Get Some Rest
21. Planting The Explosives
22. Kwang / Assassination Attempt
23. Ninja (Film Version)
24. Sanchez’s Home
25. Bond Sneaks Out
26. Bond Confronts Pam
27. Framing Krest
28. Leaving Harbour
29. Bond And Lupe
30. Q In Disguise
31. The Lab / The Process
32. The Conveyor Belt
33. Dario Sees Pam / Chewed Up
34. Escape From The Compound
35. Tanker Downhill
36. Truck Chase
37. Problem Eliminated / Get In
38. Pam And Bond

## Sortie et accueil

### Box-office
Permis de tuer rapporte 156 167 015 $ de recettes mondiales, dont 34 667 015 $ aux États-Unis. Au Royaume-Uni, le long-métrage totalise 7 500 000 £, malgré l'interdiction aux moins de 15 ans par la British Board of Film Classification qui a fait chuter les audiences. Le résultat au box-office américain est considéré comme une déception commerciale en raison de la forte concurrence en salles au moment de la sortie du film tels que L'Arme fatale 2, SOS Fantômes 2, Indiana Jones et la dernière croisade et Batman,, ce qui lui permet d'atteindre seulement la 36e place du box-office annuel. C'est la première fois de l'histoire de la franchise des James Bond qu'un film ne parvient pas à rembourser le budget de production et s'agit, avec l'inflation, le film de la franchise le moins réussi financièrement aux États-Unis.
Permis de tuer entre de justesse dans le top 10 du box-office allemand avec 2 472 732 entrées, résultat solide mais le plus faible jamais obtenu en Allemagne dans toute l’histoire de la saga car en baisse par rapport à Tuer n'est pas jouer, qui accusait déjà une nette perte d’entrées par rapport au début des années 1980. En France, le long-métrage enregistre 2 093 006 entrées, faisant relativement mieux que Tuer n'est pas jouer et lui permettant de se hisser à la neuvième place du box-office annuel, malgré une baisse de fréquentations en salles en 1989.

## Distinction
- Prix Edgar-Allan-Poe 1990 : meilleur scénario de film (nommé)[25]

## Commentaires

### Scènes coupées
Plusieurs scènes ont été coupées au montage final :
- Après l'agression de Leiter, Bond retourne à son bureau pour rechercher des indices. Sharkey essaie d'entrer mais les autorités l'arrêtent, avant que Bond donne son accord.
- Bond se rend au port et demande à un propriétaire de bateau s'il peut emprunter le véhicule.
- Avant de rejoindre le bateau de Krest en plongée, Bond et Sharkey l'espionnent en bateau.
- Bond atterrit dans un aérodrome et rejoint Pam. Ils voient les clients chinois sortir d'un jet privé.
- À l'hôtel d'Isthmus City, Bond regarde une interview de Sanchez dans son casino. Bond allume sa cigarette avec le briquet que Leiter lui a offert. Sanchez rejoint ensuite sa limousine. Bond sort ensuite son arme pour la charger.
- Bond se rend à la banque de Sanchez et le rencontre par le fruit du hasard. Ce dernier part à la rencontre des Chinois.
- Lorsque Lupe dépose Bond dans la villa de Sanchez, il rejoint la plage privée.
- Bond rejoint Pam, ils sont espionnés par les autorités chinoises. Bond l'empêche de boire la vodka Martini. Dans le film, elle boit la boisson.
- Les autorités chinoises emmènent Bond ligoté dans une pièce d'interrogatoire. Dans le film, l'interrogatoire a lieu directement.
- Lorsque Lupe et Bond s'enfuient à bord d'un bateau, on devait à l'origine voir Lupe déposer Bond.

### Erreurs et incohérences
Dans le film, il est dit que le requin qui arrache la jambe de Leiter et qui tue Killifer est un grand requin blanc, or les images montrent clairement que c'est un requin-tigre.
Lorsque Sanchez menace d'envoyer Bond à la broyeuse par un tapis roulant, celui-ci se tient par un barreau horizontal de la rambarde. Au moment où l'agent secret parle des missiles Stinger au trafiquant, ses mains se tiennent, selon les plans, bien entre deux barreaux verticaux et parfois collées contre un de ces deux barreaux et vice versa.

### Autour du film
- Permis de tuer fut un film d'adieux : dernière apparition de Timothy Dalton dans le rôle de 007, mais aussi dernier film de James Bond pour le scénariste Richard Maibaum, pour le directeur de la photographie Alec Mills, pour le concepteur de génériques Maurice Binder et pour le réalisateur John Glen (après cinq films de la série).
- En 1989, le syndicat des scénaristes américains décida d'une grève ; syndicaliste de longue date, Richard Maibaum cessa alors de travailler au scénario de Permis de tuer. Le producteur Michael G. Wilson dut achever le script.
- Robert Davi, qui incarne Franz Sanchez, eut l'occasion d'interpréter 007 : il se substitua à Timothy Dalton pour faire passer des bouts d'essai à des actrices lors de la recherche d'une Lupe Lamora. Au sujet de Talisa Soto, Davi déclare : « Je tuerais pour elle, et je pense que le public peut le comprendre. »
- À Isthmus City, Pam Bouvier se fait appeler Miss Kennedy par allusion à l'ex-première dame des États-Unis Jackie Kennedy, dont le nom de jeune fille était Bouvier.
- La scène de démission de Bond fut filmée dans la maison d'Ernest Hemingway à Key West. Lorsque M révoque le « permis de tuer » de Bond, celui-ci réplique : « Ça sera donc... un adieu aux armes », référence à l'un des romans célèbres de l'écrivain américain.
- Certains membres de l'équipe du film ont pensé que le site de la scène avec les camions Kenworth était hanté. Parmi les événements étranges, une photo de l'explosion d'un camion montrant une « main » de feu. Cette sinistre « main » n'apparaît pourtant sur aucune des images en mouvement.
- Ce film marque aussi les débuts d'un acteur qui sera notoire : Benicio del Toro, qui incarne Dario, l'homme de main préféré de Sanchez.
- Contrairement au film précédent (Tuer n'est pas jouer), Timothy Dalton n'est pas doublé en français par Edgar Givry mais par Guy Chapellier.
- Parmi les placements de produits, remarquons les appareils photo Olympus, les pellicules Kodak, les hélicoptères de l'Aérospatiale et la bière Carlsberg.
- Permis de tuer fut le premier film de James Bond classé PG-13 aux États-Unis (avertissement donné aux parents d'enfants de moins de 13 ans) par la MPAA ; au Royaume-Uni, il demeure le seul film de Bond qui ait été réservé aux personnes de plus de 15 ans.
- Le drapeau de la république fictive d'Isthmus, inspirée elle-même du Panama (le président Hector Lopez figurant le général Manuel Noriega), ressemble à celui du Guatemala.
- Pedro Amendáriz Jr incarne un rôle dans Permis de tuer, 27 ans après son père, Pedro Armendáriz, qui jouait Ali Kerim Bey dans Bons Baisers de Russie.

### Novélisation
Permis de tuer a fait l'objet d'une novélisation par John Gardner, dont l'histoire reprend le scénario du film écrit par Michael G. Wilson et Richard Maibaum. Elle a été publiée en 1989 au Royaume-Uni sous le titre de Licence to Kill avant de paraître la même année en France, aux éditions Presses Pocket, dans une traduction d'Odile Ricklin, sous le titre de Permis de tuer.
La novélisation reprend fidèlement le scénario du film et la plupart des scènes coupées avec toutefois quelques petites modifications et ajouts. Pour respecter la continuité avec les romans de Ian Fleming, John Gardner précise que c'est la seconde fois que Felix Leiter se fait mutiler par un requin (Dans le troisième chapitre, Quand la foudre frappe deux fois), la première étant dans le roman Vivre et laisser mourir. Du coup, ce sont les membres artificiels, la chair et les os au niveau des moignons qui sont principalement mutilés. On peut cependant remarquer une incohérence avec ce souci de continuité : il n'y a aucune mention du fait que Milton Krest est mort sur le Wavekrest dans la nouvelle Le Spécimen rare de Hildebrand de Fleming.
La novélisation précise que c'est la seconde fois que Felix se marie et qui plus est, cette fois avec une des plus vieilles amies de 007. Lupe Lamora a remporté le concours Miss Galaxie, Pam a passé deux ans dans l'armée de l'air américaine en tant que pilote et le prénom de Truman-Lodge est William. Cela faisait cinq années que Leiter attendait que Sanchez vienne aux États-Unis.
Au point de vue des différences, James Bond ne saute pas en parachute avec Felix après avoir capturé Sanchez. Le lecteur n'assiste pas directement à l’interrogatoire de Sanchez, la mutilation de Leiter et à l'achat de drogue via l'émission du professeur Joe, il l'apprend dans des dialogues ou dans les pensées des personnages. 007 n'utilise pas un Walther PPK mais un P38K. Une scène a été ajoutée où Bond pose l'hydravion en prenant soin d'éviter les autorités avant de se rendre à un hôtel (un certain David Wolkovsky est mentionné durant ce passage mais il n'est pas précisé qu'il s'agisse du même que celui de Scorpius). Gardner offre également le point de vue de Pam pour la scène où elle suit le convoi en avion jusqu'au Temple de la méditation. Bond pose également des micros dans le bureau de Sanchez et ne fait pas de roue arrière avec le camion. Les Stinger sont remplacés pas d'autres lance-missiles de type prototype et Q débarque avec la cavalerie au Temple de la méditation.